# Parafia Chrystusa Króla w Górze Motycznej
Parafia Chrystusa Króla w Górze Motycznej – parafia rzymskokatolicka z siedzibą w Górze Motycznej, znajdująca się w diecezji tarnowskiej, w dekanacie Dębica Wschód.